# San Esteban (Cile)
San Esteban è un comune del Cile della provincia di Los Andes nella Regione di Valparaíso. Al censimento del 2002 possedeva una popolazione di 14.400 abitanti.

## Società

### Evoluzione demografica
| Censimento del 1992 | Censimento del 2002 |
| 12.153 ab.          | 14.400 ab.          |